# Nicola Mosso
Nicola Mosso (Graglia, 28 maggio 1899 – Torino, 21 ottobre 1986) è stato un architetto italiano.

## Biografia

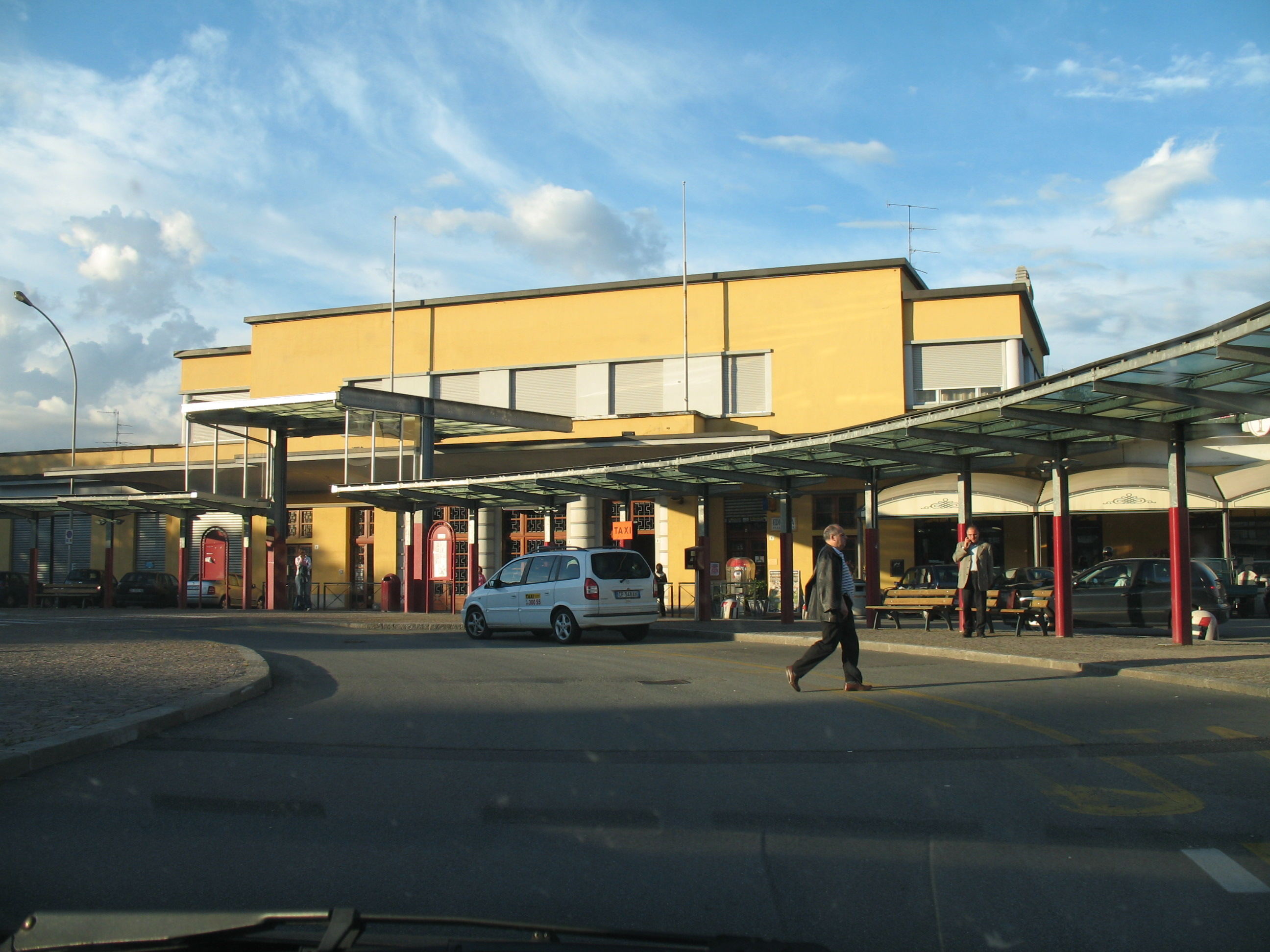
La stazione di Biella San Paolo

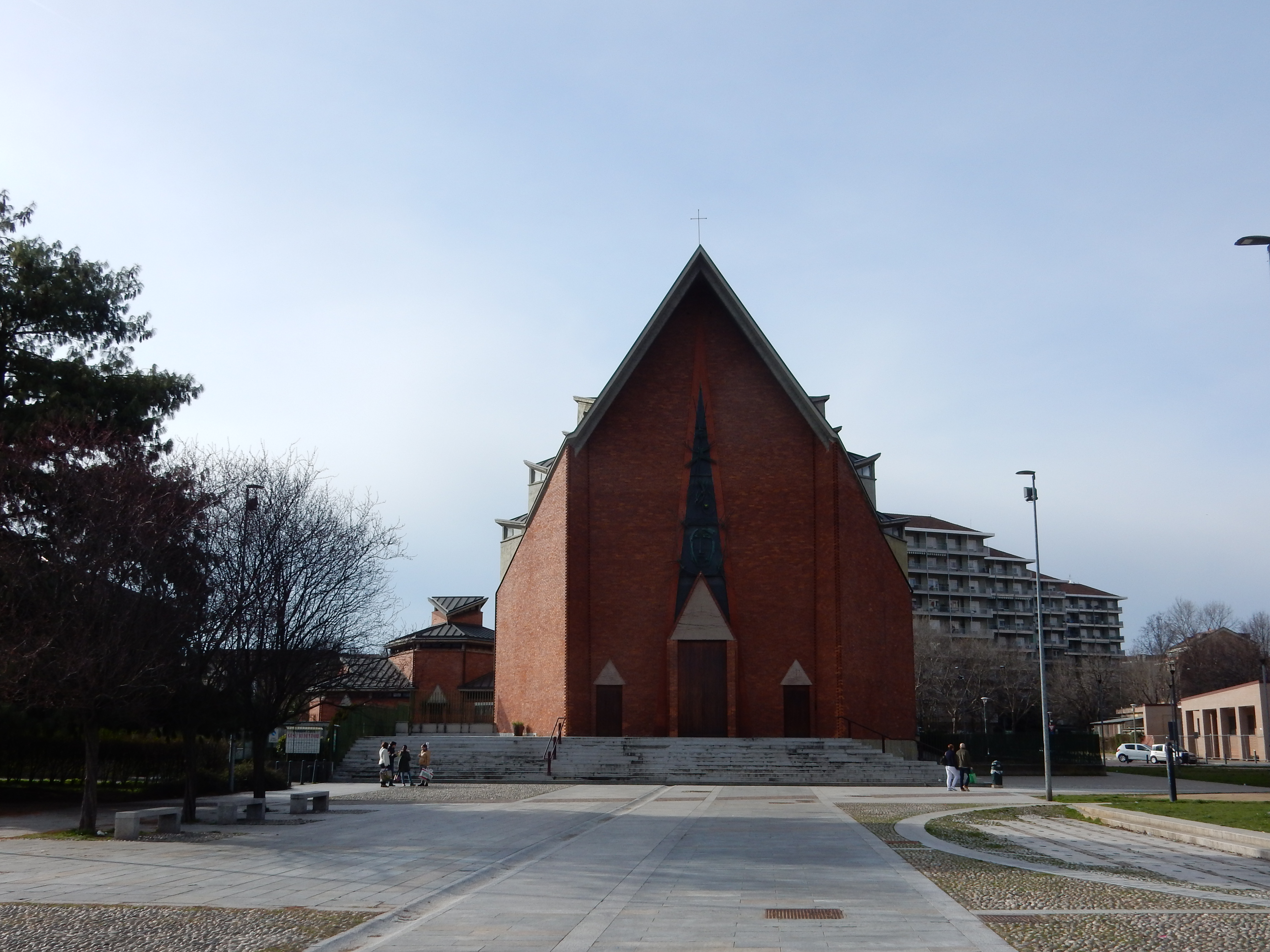
La chiesa del Gesù Redentore a Torino

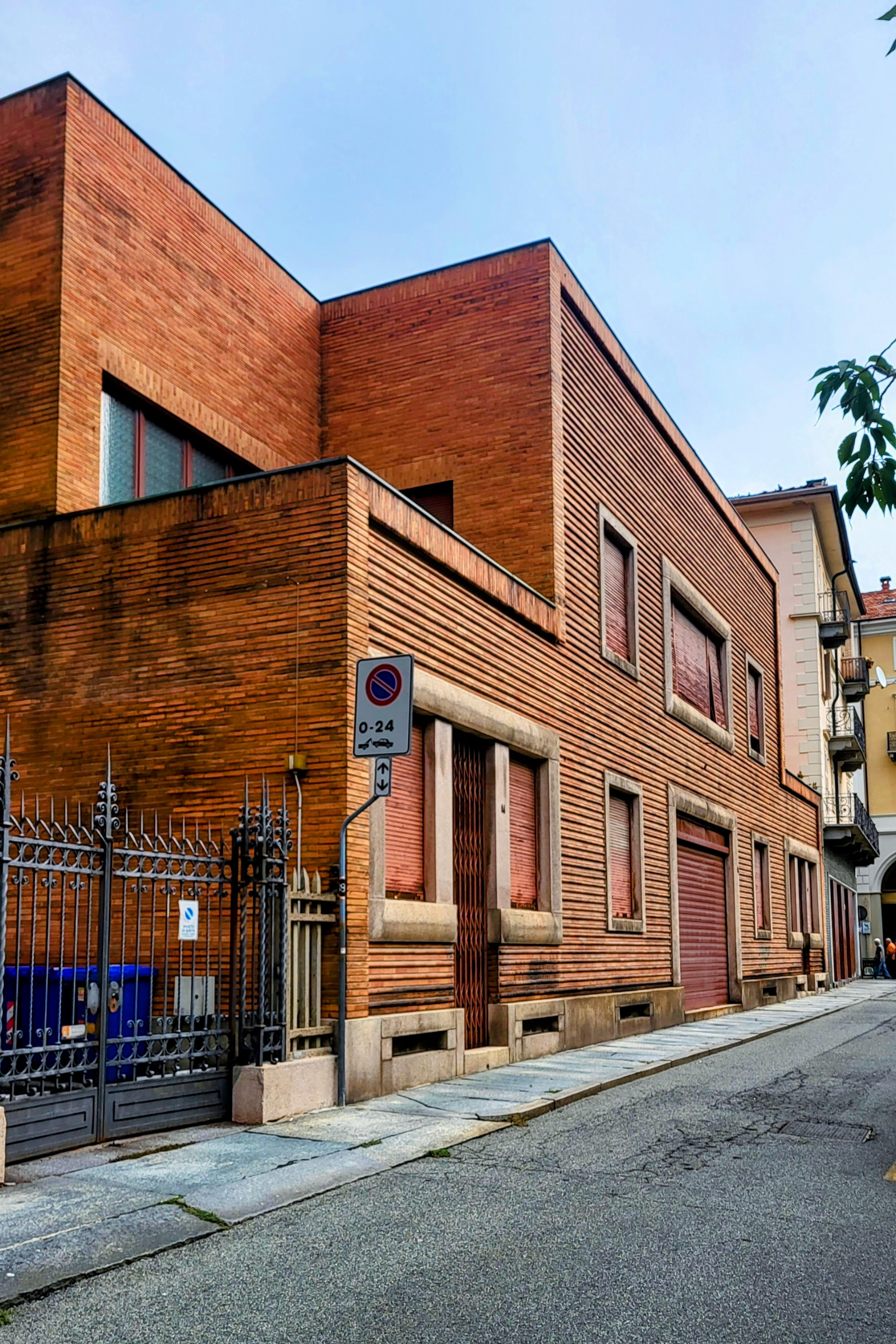
Palazzotto Ripa a Biella (1935)

Figlio di Giacomo Mosso e della moglie Maddalena, nata Buscaglione.
Studiò dal 1915 al 1916 e poi dal 1919 al 1920 all'Accademia Albertina di Torino, frequentandone prima il corso preparatorio e poi il corso superiore di architettura, sotto la guida di Mario Ceradini. Conseguì nel 1923 il titolo di professore di disegno architettonico. Si formò professionalmente nello studio dell'architetto di origine svizzera Michele Frapolli, esponente dello Jugendstil e impegnato in edifici Art Nouveau di Torino, fino a dirigerne lo studio. Nel 1927 partecipò al concorso per il palazzo della Società delle Nazioni a Ginevra e progettò la casa Campra Mosso di Torino in via Grassi 7, in cui esplicita l'influenza di Frapolli, ma anche quella di Frank Lloyd Wright. Dello stesso edificio nel 1934 curò l'arredamento e nel 1950 ne dispose un armonioso ampliamento, in uno stile aggiornato. In questa casa d'abitazione Mosso stabilì il suo studio professionale, trasformato, dopo la sua scomparsa, in archivio e museo.
Fu attratto dal futurismo e in particolare stabilì contatti con artisti del secondo futurismo torinese: Fillia, Pippo Oriani e Mino Rosso. Le modalità di questa corrente danno forma alla casa Cervo a Biella (via Cristoforo Colombo angolo via Mazzini) (1934), in cui Mosso si avvicina alle idee costruttiviste del Gruppo 7, o della stazione per la tramvia elettrica di Cossato (oggi demolita) del 1932, esposta alla mostra londinese del Royal Institute of British Architects del 1934. Importante fu la sede dell'Unione biellese degli industriali (via Torino 56), dove fece ricorso alla collaborazione di scultori e mosaicisti, per un'opera monumentale caratterizzata dall'impiego generoso del marmo di Chiampo di Vicenza, in cui curò anche l'arredamento e l'illuminazione.
Nicola Mosso si dedicò anche all'architettura sacra, esordendo con l'analisi assonometrica della basilica di San Pietro a Roma, del 1923 (esposta al Museo Petriano). In questo campo le sue realizzazioni più significative saranno la chiesa di Maria Ausiliatrice di Roma (1927-1929) e la Chiesa del Gesù Redentore nel quartiere Mirafiori Nord di Torino, per cui progettò nel 1953 una cupola stellare di derivazione guariniana, poi eliminata nel progetto definitivo del 1955, segnato dall'influsso sia del futurismo sia dell'espressionismo nordico. Da citare anche la chiesa di San Pietro in Vincoli, in frazione Moriondo di Moncalieri.

## Opere
- 1923: Asti, casa Matteo Barberis, corso della Vittoria, realizzata nel 1934 e ripresa nel 1954.
- 1927-29: Roma, istituto Pio XI e basilica di Maria Ausiliatrice in via Tuscolana.
- 1930: Graglia, santuario, tomba A. Borrione;
- 1930: Agliano Terme, chiesa parrocchiale.
- 1931: Vaglio, chiesa di San Giovanni Evangelista
- 1931: Candelo, restauri della facciata della chiesa di San Pietro.
- 1932: ambientazione dei Misteri gaudiosi presso il santuario di Oropa.
- 1933: Triennale di Milano, progetto per un albergo di mezza montagna (primo premio per il padiglione degli architetti piemontesi)
- 1933: Torino, via Roma, progetto per la ricostruzione del secondo tratto.
- 1934: Roma, concorso per il palazzo del Littorio.
- 1934-38: Torino, progetto di campo di aviazione a vela;
- 1934: partecipazione alla Mostra di aeropittura.
- 1935: Torino, albergo Dock;
- 1935: Torino, Cimitero monumentale, monumento funerario Deambrogio;
- 1935: Mostra del naturismo, sale della Maternità e dell’educazione fisica.
- 1936: Torino, casa eredi Nasi-Agnelli, via Principe Amedeo angolo via Accademia Albertina;
- 1936: Torino, Cimitero monumentale, tomba Giovanni Musso, con sculture di Giuseppe Nori;
- 1937: Torino, concorso ricostruzione teatro Regio.
- 1938-1939: Biella, stazione San Paolo.
- 1939: Biella, palazzo Ripa, piazza Vittorio Veneto;
- 1939: Vercelli, concorso casa della GIL.
- 1940: Biella, concorso per il piano regolatore;
- 1940: Roma, EUR, concorso per il palazzo della Civiltà e fontane.
- 1941: Biella, cimitero, tomba Edoardo Gilli;
- 1941: Occhieppo, cimitero, tomba Giacomo Rey.
- 1947: Milano, Triennale, Concorso per la chiesa del QT8 (Quartiere Triennale 8).
- 1948: progetto, poi ripreso nel 1974, di città solare, con realizzazione di tabelle e formule per ottenere la migliore esposizione solare di un edificio;
- 1948: Biella, progetto case popolari per l’Unione industriale;
- 1948: Mezzana Mortigliengo, chiesa e opere parrocchiali;
- 1948: Torino, concorso per il grattacielo di via XX Settembre angolo corso G. Matteotti.
- 1949: Graglia, loculi al cimitero.
- 1950: Torino, casa Emprim, via Garibaldi angolo via Fabro e Assarotti (ricostruzione di edificio bombardato).
- 1950-55: Biella, Museo archeologico e Pinacoteca (progetto esposto al Museum of Modern Art di New York).
- 1950: Biella, progetto per la chiesa di San Biagio, rione Vernato;
- 1950: progetto per l’hotel Borella.
- 1951: Milano, concorso nazionale Domus.
- 1953: Torino, Museo egizio, progetto di sistemazione delle sale.
- 1954: Torino, palazzo Chiablese, progetto di sistemazione del Museo del cinema in collaborazione con il figlio Leonardo.
- 1955 - 1957: Torino, Chiesa del Gesù Redentore.
- 1958: Vercelli, progetto case INA.
- 1959: Biella, progetto scuola media Guglielmo Marconi;
- 1959: Alessandria, teatro Lirico, concorso nazionale (primo premio);
- 1959: Ponderano, cappella Santa Vergine di Oropa nella chiesa parrocchiale.
- 1960: Alessandria, progetto concorso per liceo scientifico.
- 1961: Pettinengo, asilo infantile Cornelio Maggia;
- 1961: Chieri, quartiere residenziale.
- 1962: Biella, villa Forneris;
- 1962: Torino, quartiere Le Vallette, zona A, progetto con Leonardo Mosso, Francesco Nelva, Ottorino Aloisio.
- 1963: Torino, concorso per il Centro direzionale;
- 1963: Cuceglio, villa Tola-Dezzutti;
- 1963: Ternengo, cappella della Madonna della Neve.
- 1964: Roma, concorso per Albo progettisti GESCAL, case per lavoratori.
- 1965-67: Biella-Pavignano, nuova chiesa parrocchiale e restauro antica chiesa di San Carlo.
- 1968: Pisa, concorso per il consolidamento della torre pendente; progetto di struttura indeformabile antisismica.
- 1978: Bruxelles, concorso per abitazione unifamiliare.[1]